# Årjep Sávllo

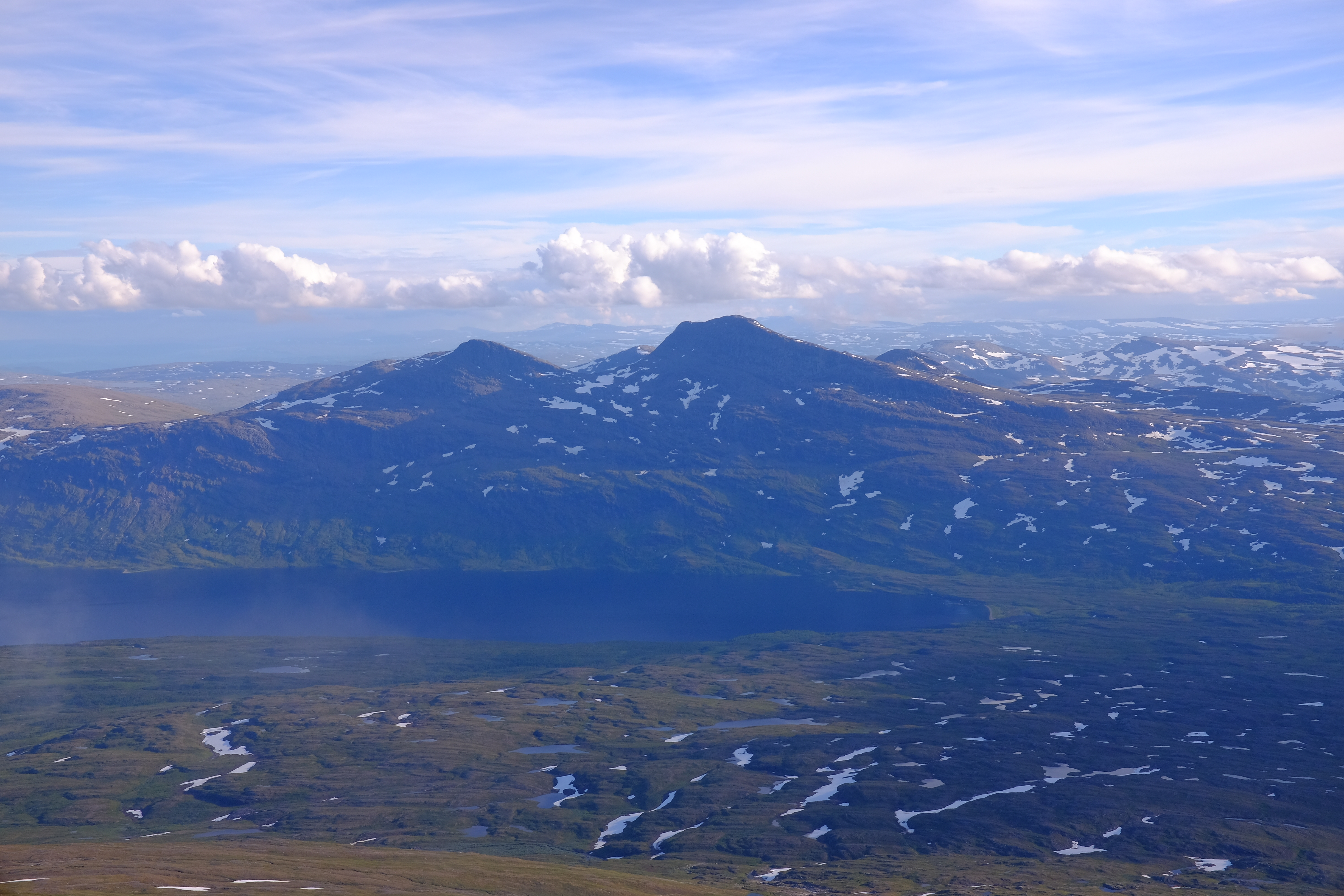
Årjep Sávllo sett från Nuortta Sávllo.

Årjep Sávllo (dvs "Södra Sávllo"), även stavat Årjep Saulo, är ett fjäll i Arjeplogs kommun i Norrbottens län, beläget nära gränsen mellan Norge och Sverige. Fjället avgränsas av Mavasjaure i norr, Ikesjaure i söder och Balvatnet i väster. Den högsta toppen når 1715 m ö.h. Ca 1,4 km sydost om toppen finns en lägre topp med höjden 1612 m ö.h. 
På gränsen mot Norge, norr om Mavasjaure, ligger fjället Nuortta Sávllo (dvs "Norra Sávllo") som också har två toppar.

## Webblänkar
- Wikimedia Commons har media som rör Årjep Sávllo.